# Жустін Енен
Жусті́н Ене́н (фр. Justine Henin, слухатиⓘ; *1 червня 1982, Льєж, Бельгія) — бельгійська тенісистка, олімпійська чемпіонка, переможиця семи фіналів Великого шолома в одиночному розряді. Двічі перемагала у щорічних фіналах Чемпіонату WTA. Всього має 43 одиночних та 2 парних титули WTA. У складі збірної вперше здобула Кубок Федерації для своєї країни.
Одна з найкращих тенісисток світу. Чотири рази визнавалась найкращою спортсменкою Бельгії (у 2003-2004 та 2006-2007 роках). 2016 року обрана членом Міжнародної тенісної зали слави.

## Біографія
Мати Жустін, Франсуаз Розьєр (фр. Françoise Rosière), була викладачкою французької мови і історії, померла від раку кишечника, коли Жустін було 12 років. У Жустін є дві сестри: Сара і Флоренс (померла) і брати: Давид і Томас. Її батько — Жозе Енен (фр. José Henin).
16 листопада 2002 Жустін Енен одружилася з бельгійським тенісним тренером П'єром-Івом Арденом (фр. Pierre-Yves Hardenne) і взяла його прізвище. У тенісі вона використовувала змішане прізвище Енен-Арден (хоча бельгійське законодавство забороняє створювати змішані прізвища). На початку 2007 року розлучилася і знову стала фігурувати на турнірах як Жустін Енен.
Жустін Енен перебувала в світовому рейтингу WTA під номером 1 протягом 75 тижнів.
Протягом 2006 року, показавши добрі результати і перемігши на Ролан-Гарросі, повернулася на вершину рейтингу, змістивши Амелі Моресмо, у якої виграла на турнірі Masters у Мадриді.
У 2006 році Енен стала чемпіонкою спорту ЮНЕСКО.
У 2007 не брала участь у захисті свого титулу на турнірі другої категорії в Сіднеї, а також не брала участь на Australian Open, через розлучення. Пропуски цих турнірів могли змістити Енен з вершини тенісного рейтингу, але через погані показники в грі Амелі Моресмо цього не відбулося.
Наприкінці 2007 з'явилось повідомлення, що Енен вирішила відкрити тенісну академію свого імені — «Club Justine N1». Зокрема, в академії навчалася українська тенісистка Еліна Світоліна. За півроку до початку Олімпіади в Ріо-де-Жанейро Енен стала додатково працювати над технікою і психологією Світоліної, що допомогло українці вперше виграти у першої ракетки світу Серени Вільямс .
У липні 2016 року обрана до Міжнародної тенісної зали слави.

## Всі фінали турнірів Великого шолому

### Перемоги (7)
| Рік  | Турнір              | Противник          | Рахунок       |
| 2003 | Roland Garros       | Кім Клейстерс      | 6-0, 6-4      |
| 2003 | U.S. Open           | Кляйстерс Кім      | 7-5, 6-1      |
| 2004 | Australian Open     | Кляйстерс Кім      | 6-3, 4-6, 6-3 |
| 2005 | Roland Garros (2-й) | Марі П'єрс         | 6-1, 6-1      |
| 2006 | Roland Garros (3-й) | Кузнєцова Свєтлана | 6-4, 6-4      |
| 2007 | Roland Garros (4-й) | Івановіч Анна      | 6-1, 6-2      |
| 2007 | U.S. Open (2-й)     | Кузнєцова Свєтлана | 6-1, 6-3      |

### Програні фінали (4)
| Рік  | Турнір          | Противник      | Рахунок          |
| 2001 | Wimbledon       | Вінус Вільямс  | 6-1, 3-6, 6-0    |
| 2006 | Australian Open | Амелі Моресмо  | 6-1, 2-0 відмова |
| 2006 | Wimbledon (2nd) | Моресмо Амелі  | 2-6, 6-3, 6-4    |
| 2006 | U.S. Open       | Марія Шарапова | 6-4, 6-4         |

## Чемпіонат WTA
Перемоги (2)
| Рік  | Турнір | Противник      | Рахунок       |
| 2006 | Мадрид | Амелі Моресмо  | 6-4, 6-3      |
| 2007 | Мадрид | Марія Шарапова | 5-7, 7-5, 6-3 |

## Фінали турнірів WTA

### Одиночний розряд: 61 (43 титули, 18 поразок)
| Легенда                                                                                              |
| --- |
| Турніри Великого шлему (7–5)                                                                         |
| Фінал WTA (2–0)                                                                                      |
| Теніс на Олімпійських іграх (1–0)                                                                    |
| Турніри WTA 1000 (Турніри WTA Tier I) (10–4)                                                         |
| Турніри WTA 500 (Турніри WTA Tier II / Турніри WTA Premier) (18–5)                                   |
| Турніри WTA 250 (Турніри WTA Tier III / Турніри 4-ї категорії WTA / Турніри WTA International) (5–4) |

| Титули за покриттям |
| ------------------- |
| Тверде (25–10)      |
| Трава (4–3)         |
| Ґрунт (13–3)        |
| Килим (1–2)         |

| Результат | В-П   | Дата     | Турнір                                                     | Категорія     | Покриття   | Опонент                | Рахунок                 |
| --------- | ----- | -------- | ---------------------------------------------------------- | ------------- | ---------- | ---------------------- | ----------------------- |
| Перемога  | 1–0   | Тра 1999 | Belgian Open, Бельгія                                      | Tier IV       | Ґрунт      | Сара Пітковскі-Малькор | 6–1, 6–2                |
| Перемога  | 2–0   | Січ 2001 | Brisbane International, Австралія                          | Tier III      | Тверде     | Сільвія Фаріна-Елія    | 7–6(7–5), 6–4           |
| Перемога  | 3–0   | Січ 2001 | Richard Luton Properties Canberra International, Австралія | Tier III      | Тверде     | Сандрін Тестю          | 6–2, 6–2                |
| Перемога  | 4–0   | Чер 2001 | Rosmalen Grass Court Championships, Нідерланди             | Tier III      | Трава      | Кім Клейстерс          | 6–4, 3–6, 6–3           |
| Поразка   | 4–1   | Лип 2001 | Вімблдонський турнір, Велика Британія                      | Grand Slam    | Трава      | Вінус Вільямс          | 1–6, 6–3, 0–6           |
| Поразка   | 4–2   | Вер 2001 | Waikoloa Championships, Hawaii                             | Tier IV       | Тверде     | Сандрін Тестю (2)      | 3–6, 0–2 retired        |
| Поразка   | 4–3   | Вер 2001 | Porsche Tennis Grand Prix, Німеччина                       | Tier II       | Тверде (i) | Ліндсі Девенпорт       | 5–7, 4–6                |
| Поразка   | 4–4   | Січ 2002 | Brisbane International, Австралія                          | Tier III      | Тверде     | Вінус Вільямс (2)      | 5–7, 2–6                |
| Поразка   | 4–5   | Лют 2002 | Diamond Games, Бельгія                                     | Tier II       | Килим (i)  | Вінус Вільямс (3)      | 3–6, 7–5, 3–6           |
| Поразка   | 4–6   | Кві 2002 | Amelia Island Championships, США                           | Tier II       | Ґрунт      | Вінус Вільямс (4)      | 6–2, 5–7, 6–7(5–7)      |
| Перемога  | 5–6   | Тра 2002 | German Open, Німеччина                                     | Tier I        | Ґрунт      | Серена Вільямс         | 6–2, 1–6, 7–6(7–5)      |
| Поразка   | 5–7   | Тра 2002 | Мастерс Рим, Італія                                        | Tier I        | Ґрунт      | Серена Вільямс (2)     | 6–7(6–8), 4–6           |
| Перемога  | 6–7   | Жов 2002 | Linz Open, Австрія                                         | Tier II       | Килим (i)  | Александра Стівенсон   | 6–3, 6–0                |
| Перемога  | 7–7   | Лют 2003 | Dubai Tennis Championships, ОАЕ                            | Tier II       | Тверде     | Моніка Селеш           | 4–6, 7–6(7–4), 7–5      |
| Перемога  | 8–7   | Кві 2003 | Charleston Open, США                                       | Tier I        | Ґрунт      | Серена Вільямс (3)     | 6–3, 6–4                |
| Перемога  | 9–7   | Тра 2003 | German Open, Німеччина (2)                                 | Tier I        | Ґрунт      | Кім Клейстерс (2)      | 6–4, 4–6, 7–5           |
| Перемога  | 10–7  | Тра 2003 | Відкритий чемпіонат Франції з тенісу, Франція              | Grand Slam    | Ґрунт      | Кім Клейстерс (3)      | 6–0, 6–4                |
| Поразка   | 10–8  | Чер 2003 | Rosmalen Championships, Нідерланди                         | Tier III      | Трава      | Кім Клейстерс (4)      | 7–6(7–4), 0–3 ret.      |
| Перемога  | 11–8  | Лип 2003 | San Diego Open, США                                        | Tier II       | Тверде     | Кім Клейстерс (5)      | 3–6, 6–2, 6–3           |
| Перемога  | 12–8  | Сер 2003 | Мастерс Канада, Канада                                     | Tier I        | Тверде     | Ліна Красноруцька      | 6–1, 6–0                |
| Перемога  | 13–8  | Сер 2003 | Відкритий чемпіонат США з тенісу, США                      | Grand Slam    | Тверде     | Кім Клейстерс (6)      | 7–5, 6–1                |
| Поразка   | 13–9  | Вер 2003 | Sparkassen Cup, Німеччина                                  | Tier II       | Килим (i)  | Анастасія Мискіна      | 6–3, 3–6, 3–6           |
| Поразка   | 13–10 | Жов 2003 | Stuttgart Open, Німеччина                                  | Tier II       | Тверде (i) | Кім Клейстерс (7)      | 7–5, 4–6, 2–6           |
| Перемога  | 14–10 | Жов 2003 | Zurich Open, Швейцарія                                     | Tier I        | Тверде (i) | Єлена Докич            | 6–0, 6–4                |
| Перемога  | 15–10 | Січ 2004 | Sydney International, Австралія                            | Tier II       | Тверде     | Амелі Моресмо          | 6–4, 6–4                |
| Перемога  | 16–10 | Січ 2004 | Відкритий чемпіонат Австралії з тенісу, Австралія          | Grand Slam    | Тверде     | Кім Клейстерс (8)      | 6–3, 4–6, 6–3           |
| Перемога  | 17–10 | Лют 2004 | Dubai Championships, ОАЕ (2)                               | Tier II       | Тверде     | Світлана Кузнецова     | 6–3, 7–6(7–3)           |
| Перемога  | 18–10 | Бер 2004 | Indian Wells Open, США                                     | Tier I        | Тверде     | Ліндсі Девенпорт (2)   | 6–1, 6–4                |
| Перемога  | 19–10 | Сер 2004 | Літні Олімпійські ігри 2004, Греція                        | Olympics      | Тверде     | Амелі Моресмо (2)      | 6–3, 6–3                |
| Перемога  | 20–10 | Кві 2005 | Charleston Open, США (2)                                   | Tier I        | Ґрунт      | Олена Дементьєва       | 7–5, 6–4                |
| Перемога  | 21–10 | Тра 2005 | Warsaw Open, Польща                                        | Tier II       | Ґрунт      | Світлана Кузнецова (2) | 3–6, 6–2, 7–5           |
| Перемога  | 22–10 | Тра 2005 | German Open, Німеччина (3)                                 | Tier I        | Ґрунт      | Надія Петрова          | 6–3, 4–6, 6–3           |
| Перемога  | 23–10 | Чер 2005 | French Open, Франція (2)                                   | Grand Slam    | Ґрунт      | Марі П'єрс             | 6–1, 6–1                |
| Поразка   | 23–11 | Сер 2005 | Canadian Open, Канада                                      | Tier I        | Тверде     | Кім Клейстерс (9)      | 5–7, 1–6                |
| Перемога  | 24–11 | Січ 2006 | Sydney International, Австралія (2)                        | Tier II       | Тверде     | Франческа Ск'явоне     | 4–6, 7–5, 7–5           |
| Поразка   | 24–12 | Січ 2006 | Australian Open, Австралія                                 | Grand Slam    | Тверде     | Амелі Моресмо (3)      | 1–6, 0–2 retired        |
| Перемога  | 25–12 | Лют 2006 | Dubai Championships, ОАЕ (3)                               | Tier II       | Тверде     | Марія Шарапова         | 7–5, 6–2                |
| Поразка   | 25–13 | Тра 2006 | German Open, Німеччина                                     | Tier I        | Ґрунт      | Надія Петрова (2)      | 6–4, 4–6, 5–7           |
| Перемога  | 26–13 | Чер 2006 | French Open, Франція (3)                                   | Grand Slam    | Ґрунт      | Світлана Кузнецова (3) | 6–4, 6–4                |
| Перемога  | 27–13 | Чер 2006 | Eastbourne International, Велика Британія                  | Tier II       | Трава      | Анастасія Мискіна (2)  | 4–6, 6–1, 7–6(7–5)      |
| Поразка   | 27–14 | Лип 2006 | Wimbledon, Велика Британія                                 | Grand Slam    | Трава      | Амелі Моресмо (4)      | 6–2, 3–6, 4–6           |
| Перемога  | 28–14 | Сер 2006 | Connecticut Open, США                                      | Tier II       | Тверде     | Ліндсі Девенпорт (3)   | 6–0, 1–0 retired        |
| Поразка   | 28–15 | Вер 2006 | US Open, США                                               | Grand Slam    | Тверде     | Марія Шарапова (2)     | 4–6, 4–6                |
| Перемога  | 29–15 | Лис 2006 | Фінал WTA, Іспанія                                         | Фінали        | Тверде (i) | Амелі Моресмо (5)      | 6–4, 6–3                |
| Перемога  | 30–15 | Лют 2007 | Dubai Championships, ОАЕ (4)                               | Tier II       | Тверде     | Амелі Моресмо (6)      | 6–4, 7–5                |
| Перемога  | 31–15 | Бер 2007 | Qatar Ladies Open, Катар                                   | Tier II       | Тверде     | Світлана Кузнецова (4) | 6–4, 6–2                |
| Поразка   | 31–16 | Кві 2007 | Відкритий чемпіонат Маямі з тенісу, США                    | Tier I        | Тверде     | Серена Вільямс (4)     | 6–0, 5–7, 3–6           |
| Перемога  | 32–16 | Тра 2007 | Warsaw Open, Польща (2)                                    | Tier II       | Ґрунт      | Альона Бондаренко      | 6–1, 6–3                |
| Перемога  | 33–16 | Чер 2007 | French Open, Франція (4)                                   | Grand Slam    | Ґрунт      | Ана Іванович           | 6–1, 6–2                |
| Перемога  | 34–16 | Чер 2007 | Eastbourne International, Велика Британія (2)              | Tier II       | Трава      | Амелі Моресмо (7)      | 7–5, 6–7(4–7), 7–6(7–2) |
| Перемога  | 35–16 | Сер 2007 | Canadian Open, Канада (2)                                  | Tier I        | Тверде     | Єлена Янкович          | 7–6(7–3), 7–5           |
| Перемога  | 36–16 | Вер 2007 | US Open, США (2)                                           | Grand Slam    | Тверде     | Світлана Кузнецова (5) | 6–1, 6–3                |
| Перемога  | 37–16 | Жов 2007 | Stuttgart Open, Німеччина (3)                              | Tier II       | Тверде (i) | Татьяна Головін        | 2–6, 6–2, 6–1           |
| Перемога  | 38–16 | Жов 2007 | Zurich Open, Швейцарія (2)                                 | Tier I        | Тверде (i) | Татьяна Головін (2)    | 6–4, 6–4                |
| Перемога  | 39–16 | Лис 2007 | Турніри WTA Tour, Іспанія (2)                              | Фінали        | Тверде (i) | Марія Шарапова (3)     | 5–7, 7–5, 6–3           |
| Перемога  | 40–16 | Січ 2008 | Sydney International, Австралія (3)                        | Tier II       | Тверде     | Світлана Кузнецова (6) | 4–6, 6–2, 6–4           |
| Перемога  | 41–16 | Лют 2008 | Diamond Games, Бельгія                                     | Tier II       | Тверде (i) | Карін Кнапп            | 6–3, 6–3                |
| Поразка   | 41–17 | Січ 2010 | Brisbane International, Австралія                          | International | Тверде     | Кім Клейстерс (10)     | 3–6, 6–4, 6–7(6–8)      |
| Поразка   | 41–18 | Січ 2010 | Australian Open, Австралія                                 | Grand Slam    | Тверде     | Серена Вільямс (5)     | 4–6, 6–3, 2–6           |
| Перемога  | 42–18 | Тра 2010 | Stuttgart Open, Німеччина (2)                              | Premier       | Ґрунт (i)  | Саманта Стосур         | 6–4, 2–6, 6–1           |
| Перемога  | 43–18 | Чер 2010 | Rosmalen Championships, Нідерланди (2)                     | International | Трава      | Андреа Петкович        | 3–6, 6–3, 6–4           |

### Парний розряд: 3 (2 титули, 1 поразка)
| Легенда                                      |
| -------------------------------------------- |
| Турніри WTA 1000 (Турніри WTA Tier I) (1–0)  |
| Турніри WTA 500 (Турніри WTA Tier II) (0–1)  |
| Турніри WTA 250 (Турніри WTA Tier III) (1–0) |

| Титули за покриттям |
| ------------------- |
| Тверде (1–1)        |
| Килим (1–0)         |

| Результат | В-П | Дата     | Турнір                               | Категорія | Покриття   | Партнер           | Опоненти                      | Рахунок            |
| --------- | --- | -------- | ------------------------------------ | --------- | ---------- | ----------------- | ----------------------------- | ------------------ |
| Поразка   | 0–1 | Жов 2001 | Porsche Tennis Grand Prix, Німеччина | Tier II   | Тверде (i) | Меган Шонессі     | Ліндсі Девенпорт Ліза Реймонд | 4–6, 7–6(7–4), 5–7 |
| Перемога  | 1–1 | Січ 2002 | Brisbane International, Австралія    | Tier III  | Тверде     | Меган Шонессі (2) | Оса Свенссон Міріам Ореманс   | 6–1, 7–6(8–6)      |
| Перемога  | 2–1 | Жов 2002 | Zurich Open, Швейцарія               | Tier I    | Килим (i)  | Олена Бовіна      | Єлена Докич Надія Петрова     | 6–2, 7–6(7–2)      |

## Вшанування
- 11948 Жустіненен  - астероїд, названий на честь тенісистки.